# Mourner’s Rhapsody
Mourner’s Rhapsody – album Czesława Niemena, wydany w 1974 w Niemczech Zachodnich, w 1975 w Wielkiej Brytanii, a w 1976 w USA. Płyta wydana przez wydawnictwo CBS – Columbia Records z takimi muzykami jazzrockowymi jak: Michał Urbaniak, Jan Hammer, John Abercrombie, Rick Laird, Don Grolnick.
W 1993 roku została wydana reedycja albumu.

## Utwory
| 1. | „Lilacs And Champagne”         | 4:05  |
|    |                                |       |
| 2. | „I've Got No One Who Needs Me” | 4:14  |
|    |                                |       |
| 3. | „I Search For Love”            | 4:51  |
|    |                                |       |
| 4. | „Baby M”                       | 5:17  |
|    |                                |       |
| 5. | „Inside I’m Dying”             | 5:34  |
|    |                                |       |
| 6. | „Mourner’s Rhapsody”           | 15:00 |
|    |                                |       |
|    |                                | 39:01 |
|    |                                |       |

## Reedycja z 1993 roku
| 1. | „Prelude”                        | 3:19  |
|    |                                  |       |
| 2. | „Mourner’s Rhapsody”             | 12:35 |
|    |                                  |       |
| 3. | „Lilacs And Champagne”           | 4:05  |
|    |                                  |       |
| 4. | „I Search For Love”              | 4:55  |
|    |                                  |       |
| 5. | „I've Got No One Who Needs Me”   | 4:14  |
|    |                                  |       |
| 6. | „Baby M.”                        | 5:18  |
|    |                                  |       |
| 7. | „Inside I’m Dying”               | 5:35  |
|    |                                  |       |
| 8. | „Half Way Around The World”      | 4:21  |
|    |                                  |       |
| 9. | „I’m Reaching Out To The People” | 3:48  |
|    |                                  |       |
|    |                                  | 48:10 |
|    |                                  |       |

## Skład
- Czesław Niemen – śpiew, fortepian, mellotron, organy, trąbka, moog
- Jan Hammer – perkusja
- Michał Urbaniak – skrzypce elektryczne
- Rick Laird – gitara basowa
- Don Grolnick – fortepian
- Dave Johnson – perkusja
- Seldon Powell – flet
- John Abercrombie – gitara
- Steve Khan – gitara
- Carl Rabinowitz – gitara
- Erin Dickins – śpiew
- Gail Cantor – śpiew
- Tasha Thomas – śpiew

oraz
- chór pod dyrekcją Howarda Robertsa